# Івана Міхіч
Івана Міхіч (серб. Ивана Михић; нар. 13 січня 1970, Белград, СФРЮ) — югославська та сербська акторка, продюсер і письменник.

## Біографія
Івана Міхіч народилася 13 січня 1970 року у Белграді у родині сценариста і драматурга Гордана Міхича. У дитинстві Івана займалася художньою гімнастикою. Також дівчина вивчала балетне мистецтво та гру на фортепіано. Міхіч закінчила Белградський університет мистецтв (факультет драматичного мистецтва). 
Популярність до неї прийшла у 16 років після того як знялася у серіалі «Оманливе літо».
Івана Міхач стала однією з найпопулярніших театральних і кіноактрис Сербії.
У 2008 році видала книгу «Моє єдине життя».

## Вибіркова фільмографія
- Найтепліший день року (1991)
- Механізм (2000)